# Daniel Ash
Daniel Gaston Ash (Northampton, 31 de julho de 1957) é um músico, compositor e cantor britânico. Tornou-se proeminente no final da década de 1970 como guitarrista da banda de rock gótico Bauhaus, que derivou outras duas bandas lideradas por Ash: Tones on Tail e Love and Rockets. Posteriormente, reuniu-se com o colega de banda Kevin Haskins para formar o Poptone, na qual apresentam canções de suas respectivas carreiras, com a participação da filha de Kevin, Diva Dompe, no baixo. Ele também gravou vários álbuns solo. Vários guitarristas listaram Ash como uma influência, incluindo Dave Navarro do Jane's Addiction, Kim Thayil do Soundgarden, Hide do X Japan e John Frusciante do Red Hot Chili Peppers.